# 汪龙 (维权人士)
汪龙（1988年4月21日 - ），因关注维权、民运等敏感事件，前往法院旁听、参与公民聚餐而多次被抓捕并被限制前往香港。汪龙于2014年起诉中国联通的宽带、手机无法访问Google、Gmail等网站，被称为“封锁Google全球第一案”。2014年9月29日，中華人民共和國警方帶走或警告了十多名發表與雨傘革命有關言論的居民，其中受到最嚴處罰的人就是在Twitter上轉發佔中活動進度的汪龍（被深圳警方以涉嫌「尋釁滋事罪」逮捕）。

## 控告中國網際網路公司
谷歌自撤出中國大陸後，搜索服務在中國大陸常常因當局的防火長城屏蔽而無法正常使用。2014年5月以來，大陸的網民更是無法存取谷歌搜尋引擎。2014年9月，汪龙以无法登陆Google搜索引擎爲由，對中国联通提起訴訟。他接受BBC採訪表示：「我覺得我根據法律提起訴訟，這個案件也就是一個普通的電信服務合同糾紛案，我在這個過程中也沒有不當之處，如果因為這個案件受到威脅，那會是我的榮幸」，他並指控2014年9月4日深圳福田法院開庭審理過程中，審判員違法行為嚴重，因為「無法访问與运营商無關的陳述，僅僅是一個陳述，也需要舉證證明」，所以代理审判员白松灵未待被告回答完毕，就要求记录员按照无法登陆与运营商无关的大意记录是違法的，“深圳汪龙”的图文长微博指出：
“深圳汪龙”的微博描述，当法官向联通的代理律师了解情况，询问是否确实无法访问Google时，该公司律师被告代理人「一时无法做答」，「还称不知道能不能说」引起法庭内旁听公民笑声。

## 香港佔中
2014年雨傘革命受国际关注，中国大陆当局大量删除支持“占中”的网络言论，还有中國大陆公民因转发相关信息而遭刑拘，汪龙是主要媒體報導的例子。
汪龍9月28日貼了近30條關於佔中行動的推特訊息，在遭到深圳警方刑事拘留前的最後一則是在晚間8時19分發出，其推特背景圖當時是中英文的「我是汪龍，我支持香港全民投票」。
广东律师范标文向媒體說明，深圳警方告知，汪龙以涉嫌“寻衅滋事罪”刑拘，原因為转发“占中”网贴及其他事項。
香港市民佔中新聞及訊息被中國政府嚴密屏蔽，截至2014年10月1日，中華人民共和國各地警方帶走或警告逾十人，深圳公民汪龍是其中受到最嚴重的處置的個案（以涉嫌尋釁滋事罪刑事拘留），其他的還有上海維權人士沈艷秋因剃光頭明志而被裏強行帶往公安分局被扣留一個多小時。

## 外部連結
- 知乎：如何看待「封锁 Google 第一案」的开庭审理？ （页面存档备份，存于）
- 果壳：“封锁Google第一案”开庭审理的详细情况（蛮欢乐的） （页面存档备份，存于）
- 深圳汪龙微博：汪龙起诉 @中国联通 “封锁Google第一案”的民事起诉状（节选）